# Ґшанґа
Ґшанґа (Міраї) (англ. Gshanga) — озеро на території Руанди, Східна провінція, висота над рівнем моря 1325 м. Неподалік містечко Ґашора. Північніше лежать озера Руміра й Муґесера, на північний захід простираються болота, за ними — озера Бірара, південніше — озера Ґахарва, Караба, Кілімбі, Рверу, південно-західніше — село Раміро.